# EZナビウォーク
EZナビウォーク（イージーナビウォーク）はKDDI・沖縄セルラー電話連合のauブランドおよびナビタイムジャパンが提供する、歩行者向けのナビゲーションサービスである。ルート検索、案内技術などはNAVITIMEに準拠。
利用には、専用のEZアプリ(BREW)が必要。同社が提供する同乗者向けのカーナビゲーションサービス「EZ助手席ナビ」とは相互に切り替えられる。

## 機能
ナビ
目的地を設定することによって、鉄道・タクシー・バスも踏まえたルートから、移動に応じてリアルタイムにスクロールする地図と音声、バイブでナビをすることが出来る。さらに、電子コンパス搭載端末では、自分の向いている方角にあわせて地図が回転する。また、運賃などの料金や、排気ガス排出量も計算することが可能。「3Dナビ」対応端末では特定のエリアの風景を、リアルな3Dテクスチャで再現し、ナビすることが出来る。
地図
GPSで現在位置の地図を表示し、移動に応じてリアルタイムにスクロールさせることが出来る。縮尺や方向も自由自在。インターネット経由でサーバから受信するため、地図は常に最新である。また、電話帳、メールに添付されたデータやEZweb、EZテレビ(ワンセグ)のデータ放送からなど、さまざまなソースから地図を表示するためのブラウザとしても使用される。地図の表示は無料だが、初回表示させた地点を中心とした狭いエリアに限られる。会員登録することで全国の地図を表示することが出来る。
乗換検索
乗換案内や時刻表、鉄道運行情報などが検索できる。
道路情報
全国の道路交通情報を、リアルタイムで確認することが出来る。

## 対応機種
- CDMA 1x WIN（現・au 3G）
  - W20番台(W21H、W21Kを除く)
  - W30番台(W32Kを除く)
  - W40番台(全機種)
  - W50番台(全機種)
  - W60番台(xmini(W65S)を除く)
  - X00x番台(PT001(簡単ケータイS[1])を除く)
  - XY0x番台(mamorino(KYY01)を除く[2])
  - NEW STANDARDシリーズ（XX0x番台・全機種）
  - iidaシリーズ（XX0x番台・全機種）
- CDMA 1x（現・au 3G）
  - A5500番台（全機種）

## 有料コース
地図を見ることや乗換検索は無料だが、他のサービスは有料の会員登録が必要となる。
- 月額315円（税込）コース
すべてのサービスが利用できる月額制。
- 月額210円（税込）コース
「道路情報」「鉄道運行情報」以外のサービスが利用できる月額制。
- おきがるコース（95円（税込）/24時間）
24時間だけ利用出来る日額制。1日だけ使いたいときに便利だが、月3日以上利用する場合は月額制のほうが得。